# Жимбиева, Рыгзема Цыденжаповна
Жимбиева Рыгзема Цыденжаповна — советский и российский художник-керамист, график, заслуженный художник Республики Бурятия, член Союз художников СССР и России.

## Биография
Родилась 14 мая 1952 года в Москве в семье бурятского писателя, члена Союза писателей СССР Жимбиева Цыденжапа Арсалановича и Тамары Антоновны Бабушкиной хормейстера по образованию. 
Училась в единственной в СССР школе с углубленным изучением бурятского языка. В 1967—1971 году обучалась в Иркутском училище искусств на отделении керамики, 1975—1980 году продолжила учебу в Московской художественно-промышленной академии имени С. Г. Строганова на Кафедре художественной керамики. В 1980 стала членом союза художников СССР.

## Творчество
Работы  Рыгземы Жимбиевой – отличаются характерной образностью и национальным колоритом. Это симбиоз традиций русского фарфора, керамики и культурного наследия бурятского народа. Помимо работы с керамикой Рыгзема Жимбиева иллюстрирует книги часть из которых написаны ее отцом. Ее работы хранятся в музеях России, Монголии а также украшают частные коллекции домов Европы и США.  
Уже с первых работ она обратила на себя  внимание оригинальностью решений, тонким  чувством материала, умением найти  точные соотношения между функциональным назначением предмета и его декоративном  оформлением. Впитавшая традиции бурятского  искусства.  Р.Жимбиева  прекрасно  владеет  арсеналом средств,  используемых  художниками  России  и  Западной Европы,стран  Дальнего  Востока.  Работы  художницы  очень разнообразны  по  своим  решениям.

Арапова, Татьяна Борисовна,  российский искусствовед,

## Известные работы

###### Керамика
Парадный сервиз «Буддийские символы счастья» фарфор. Рельефы. Надглазурные роспись . Золото. Сервиз получил благословение и имя «Сияние» данное Его Святейшеством Далай-лама XIV в 1992 году. фарфор, 1991 г. (Государственный музей Эрмитаж. г. Санкт-Петербург);
Чайный сервиз «Звездный», костяной фарфор, серебро, сталь нержавеющая. 1978 г. (Всероссийский музей декоративно-прикладного и народного искусства. г. Москва);
Столовый сервиз «Сагаалган» — встреча Белого месяца., фарфор, надглазурная роспись.1980 (Иркутский областной художественный музей г. Иркутск);
Скульптурная настольная композиция «Легенда о Байкале». Скульптуры; «Красавица Ангара», «Енисей», «Байкал» салатники, ваза для фруктов, подсвечники.. Фарфор, 1988 г. (Музей истории Бурятии г. Улан-Удэ);
Чайный сервиз «Воспоминание о Японии», фарфор, надглазурная роспись, золото, 1982 г. (Забайкальский краевой художественный музей  г. Чита)
Декоративная композиция "Три мужские игры — прошлое, настоящее, будущее. 6 предметов, фарфор, настольные скульптуры, надглазурная роспись 1990 г. (Музей , Улан-Батор, Монголия);

## Работы в хранящиеся в музейных фондах
Произведения художника находятся в крупнейших собраниях России:
- Государственный музей Эрмитаж. г. Санкт-Петербург.
- Государственный музей искусства народов Востока  г. Москва.
- Всероссийской  музей народного и декоративно-прикладного искусства. г. Москва.
- Российская академия художеств. г. Москва.
- Дирекция выставок. г. Москва
- Областной художественный музей. им. В.П. Сукачева. г. Иркутск
- Забайкальский Краевой Художественный Музей. г. Чита
- Национальный музей Бурятии.  г. Улан-Удэ
- Национальный музей Усть Ордынского Бурятского округа. Усть Орда.
- Музей. Улан-Батор. Монголия

## Книжная графика
Цыденжап Жимбиев, «Цветы на снегу». Сборник стихов. 1969 г. Бурятское книжное издательство г. Улан-Удэ
Хоца Намсараев,   « Цыримпил».  Роман. 1989 г. Книжное издательство «Детская литература»  г.    Москва.
Цыденжап Жимбиев, « Степные дороги ». Роман.  1974 г. Бурятское книжное издательство    г. Улан-Удэ
Ф. Искандер  «Сандро из Чегема»     Роман 1994 г. Книжное издательство «Терра»  г. Москва.
Колкова М.К, Ю.А.Комарова,Н.В.Рыбакова. «Rupert and the Golden Acorn». 1998 г. Издательство « Оракул» г.  Санкт-Петербург.
Л.Д. Митюшина.  «Учимся говорить по-русски »         Учебник. 1999 г.      Издательство « Просвещение». г.  Санкт-Петербург.
Т.Н.Оненко.Л.Т.Киле. «  Нанайский язык» Обложка. Учебник.  2001 год.  Издательство « Просвещение». г. Санкт-Петербург.
Цыденжап Жимбиев, «Шамхандаа».  Книга для детей. 2007 г.   «Экспресс- издательство»  г. Чита.
Цыденжап Жимбиев, «Буряад ургэн нютагтам Байгал далай алдартай»  Календарь.2008 г.  Бурятская  республиканская типография. г. Улан-Удэ
Цыденжап Жимбиев, « Произведения Ц. А. Жимбиева в произведениях дочери» 2008 г. « Барис »  г. Улан-Удэ
Цыденжап Жимбиев,  « Бабжа Баарас Баатор »  типография. г.  Улан-Удэ. 2010
Цыденжап Жимбиев, « Цветущий край » Календарь.  2013 г. Бурятское книжное издательство г. Улан-Удэ
Корней Чуковский ,      « Мойдодыр».  Цыденжап Жимбиев. Перевод  на бурятский язык. 2013. «  Нова Принт »  Улан- Удэ

## Выставки
1980 — Искусство Советской Бурятии, Москва-Ленинград-АлмаАта
1981 — По родной стране Молодежная передвижная выставка Выставка молодых художников, Москва
1982 — 50 лет СХ Бурятии, Улан-Удэ
1983 — Искусство Советской Бурятии, Улан-Батор, Монголия
1984 — Художники Советской России,Чита
1984 — Человек в пространстве времени. Сибирский портрет, Омск-Новосибирск-Красноярск-Иркутск
1984 — Искусство Советской Бурятии, Дели. Индия
1985 — Дни прикладного искусства Бурятии, Лондон, Великобритания
1986 — Традиционное и современное искусство Бурятии. Женщина и мир сегодня. Париж, Франция Берлин, ГДР
1987 — Выставка произведений художников Бурятии, Саппоро, Япония
1987 — Выставка произведений художников Бурятии, Китай